# Черната смърт
Черната смърт е опустошителна епидемия, преминала през по-голямата част от Европа между 1346 и 1353 г. Според традиционното схващане, при нея измира около една трета от населението, но някои нови изследвания оценяват жертвите на около половината жители. Въпреки че въпросът е спорен, преобладава мнението, че причина за Черната смърт е бубонната чума, болест, предизвиквала няколко пандемии в хода на историята.

## Хронология

### Източник на заболяването
Причинителят на бубонната чума, набеждавана за Черната смърт е бактерията Yersinia pestis, често срещана при бълхите по различни видове гризачи. Поради климатичните изменения в Азия, гризачите започват да напускат изсъхналите тревни площи и пренасят заразата в по-населените региони. Несториански гробове от 1338 – 1339 г. в близост до Исък Кул, Киргизстан, имат надписи, отнасящи се до Черната смърт и според много епидемиолози, бележат началото на епидемията. Оттам тя лесно би могла да достигне до Китай и Индия. През октомври 2010 г, учени, специализиращи в областта на медицинската генетика, предполагат, че и трите от големите вълни на Черната смърт вероятно са започнали от Китай.
Превземането на Китай от монголите през XIII век причинява спад на фермерството и търговията. Икономическо възстановяване започва да се наблюдава около началото на XIV век. През XIV век множество природни бедствия и чумни епидемии водят до масов глад, започнал през 1331 г. Епидемии, които вероятно са включвали и Черната смърт, причиняват смъртта на 25 милиона души в Китай и други азиатски страни, в първите 15 години преди заразата да достигне Константинопол през 1347 г.
Заразата може да е била пренесена по Пътят на коприната с монголските армии и търговци или чрез кораби. Към края на 1346 г. сведения за чумата достигат до пристанищата на Европа: „Индия е обезлюдена, Тартария, Месопотамия, Сирия и Армения са покрити с мъртви тела“.
Чумата пристига в Европа чрез търговци от Генуезката република от пристанищния град Феодосия, Крим през 1347 г. По време на продължителна обсада на града, монголската армия катапултира заразените трупове през градските стени, за да разпространи чумата сред местното население. Местните търговци напускат града, пренасяйки със себе си заразата в Сицилия и Южна Европа, преди разпространяването ѝ на север. Въпреки съмненията относно достоверността на хипотезата, сигурно е, че фактори като война, глад и атмосферни условия са допринесли за разпространението на Черната смърт.

### Европейска епидемия
След като чумата достига Сицилия през 1347 г, тя започва да се разпространява с бързи темпове на територията на острова. Галери от Феодосия пристигат в Генуа и Венеция през януари 1348 г, но разразяването на епидемията в Пиза няколко седмици по-късно пренася чумата в Северна Италия. Към края на януари една от галерите, принудена да напусне Италия, пристига в Марсилия.
От Италия заразата се разпространява из Европа, поразявайки Франция, Испания, Португалия и Англия до юни 1348 г. След това се разпростира на север през Германия, Шотландия и Скандинавия от 1348 до 1350 г. Достига до Норвегия през 1349 г. с пристигането на кораб. Заразата се разпространява до Бьоргвин (днешен Берген) и Исландия. Накрая достига северозападните части на Русия през 1351 г. Чумата не засяга до такава степен страните от Европа с по-малко развит чуждестранен търговски сектор, включително по-голямата част от страната на баските, изолирани региони на Белгия и Нидерландия и малки алпийски селища.
Според някои епидемиолози периодите на неблагоприятното време убиват много от гризачите, пренасящи заболяването, и карат бълхите им да си търсят нов приемник. Въпреки това учените не смятат, че болестта е станала ендемична сред населението на Европа или сред плъховете на континента. Епидемията на няколко пъти опустошава популацията на гризачите преносители, причинявайки смъртта на бълхите, докато ново огнище на заразата от Централна Азия не започне процеса от начало. Огнищата обикновено се появяват около 15 години след период на по-топло и влажно време в регионите, където заболяването е ендемично сред местните видове.

### Епидемия в Близкия Изток
Чумата достига няколко региона в Близкия Изток по време на пандемията, водейки до силно обезлюдяване и постоянна промяна на икономическите и социалните структури. До есента на 1347 г. чумата достига Александрия, Египет, чрез пристанищната търговия с Константинопол и пристанищата по Черно море. През 1347 г. заболяването се разпростира на изток до Газа и на север по източния бряг до градове в Ливан, Сирия и Палестина, включващи Ашкелон, Акра, Сидон, Йерусалим, Сайда, Дамаск, Хомс и Алепо. До две години чумата се разпространява из цялата мюсюлманска империя – от Арабия до Северна Африка. От 1348 – 1349 г, епидемията достига Антиохия. Жителите на града се отправят на север, но повечето умират по време на пътуването.
Заразата достига Мека през 1349 г. През същата година Мосул е поразен от мащабна епидемия, а в Багдад чумата се появява за втори път.
Мюсюлманските религиозни учени смятат чумата за „Мъченичество и милост“ от Бога, осигуряваща мястото на вярващите в рая. За невярващите е наказание. Някои мюсюлмански доктори се обявяват против опитите да се предотврати заболяване, изпратено от Бог. Други възприемат много от превантивните мерки и лекове за чумата, прилагани от европейците.

## Симптоми
Болестта се проявява внезапно с висока температура, главоболие, световъртеж, помрачено съзнание и протича много тежко. Тя засяга лимфните възли. Те се подуват и почерняват – оттам идва и името на болестта Черната смърт. Заразяването става не само при ухапване от бълха, но и при пряк контакт с болен.

## Разпространение на чумата
Черната смърт се появява в Централна Азия през 1339 г. През 1346 г. заразата плъзва сред италиански войници в пристанището на черноморския град Крим и скоро обхваща Северна Африка и Европа, където бедността и лошата хигиена са основните причини за развъждането на плъхове. Ограничаването ѝ става трудно, тъй като хората бягат от заразените градове и пренасят болестта в други райони.

### Свидетелства за чумни епидемии в България
Според запазения в архива на Хилендарския манастир поземлен опис от 1366 г., има категорични сведения за обезлюдяване на цели региони, какъвто например е този около село Конче, Радовишко. Това е резултат от втората чумна вълна, от която в Сяр умира константинополският патриарх Калист, и която византийските хроники отнасят към 1363 – 1364 г. 

## Последствия

### Брой на жертвите
Няма точни цифри за броя на загиналите; те варират в зависимост от местността. В градските центрове, колкото по-голямо е било населението преди началото на епидемията, толкова повече продължава периодът на висока смъртност. Черната смърт убива между 75 и 200 милиона души в Евразия. През 2007 г. изучаващият Средновековието американски историк Филип Дейлидер пише:
„Тенденцията в скорошни изследвания сочи за смъртта около 45 – 50% от населението на Европа в четиригодишен период. Има голямо количество географска вариативност. В средиземноморска Европа райони като Италия, Южна Франция и Испания, където чумата се развива около четири последователни години, вероятно е по-близо до 75 – 80% от населението. В Германия и Англия вероятно е по-близо до 20%.“
Според норвежкия историк Оле Бенедиктов смъртността е достигнала 60% от населението на Европа.

## Божие наказание
Мнозина възприемали Черната смърт като Божие наказание и се разкайвали за греховете си, като се молели и публично се самобичували. Лекарите не знаели как да лекуват болестта, защото не им били известни нейните причинители. Някои смятали, че тя се разпространява от кучета и котки и хората започват да ги избиват. В резултат на това истинските преносители на заразата – черните плъхове, безпрепятствено се размножавали.

## Изследвания
- Спинези, Ст. 100-те най-големи бедствия на всички времена. С., 2004.
- Матанов, Хр. Чумни пандемии и история. „Юстиниановата чума“ и „Черната смърт“: два повратни периода в историята на средновековните Балкани. – В: Civitas humano-divina В чест на проф. Георги Бакалов. С., 2004, 339 – 347.
- Стефанов, П., архим. Danse macabre: Нов поглед към църковните събори в Търново през XIV в. – В: Теодосиеви четения. 640 години от успението на преп. Теодосий Търновски. 27 ноември 2003 г. Килифаревски манастир „Рождество Богородично“. Отг. ред. Д. Кенанов. Велико Търново, 2005, 75 – 88;
- Робъртс, У. О. Черната смърт. С., 2008 (роман).